# Hanna Folkesson
Hanna Folkesson (Umeå, 15 giugno 1988) è una calciatrice svedese, centrocampista dell'Hammarby.

## Carriera

### Club
Hanna Folkesson inizia a giocare nella formazione di calcio dell'Umedalens IF, società polisportiva di Umeå, dall'aprile 2002, rimanendovi fino al marzo 2005 e trasferendosi il mese dopo all'Umeå Södra per giocare in Norrettan, il girone nord della Division 1, l'allora secondo livello del campionato svedese di categoria, per la stagione entrante. Al suo secondo campionato di Division 1 contribuisce alla conquista del primo posto in classifica e la conseguente promozione in Damallsvenskan per la stagione 2008, tuttavia la squadra si rivela poco competitiva e a fine campionato viene subito retrocessa.
Durante il calciomercato invernale sottoscrive un contratto biennale con l'AIK per giocare nella sezione di calcio femminile della polisportiva di Stoccolma dal 2009, avendo così l'opportunità di disputare nuovamente la Damallsvenskan. La stagione 2009 contribuisce a raggiungere l'ottava posizione in campionato e la salvezza mentre la seguente si rivela ostica, con la squadra incapace di uscire dalla zona bassa della classifica e che al termine del campionato si classifica al dodicesimo e ultimo posto, relegando la squadra alla retrocessione in Division 1. Folkesson, che intanto riceve la fascia di capitano, decide di rinnovare il contratto per altri due anni, festeggiando con le compagne l'immediata promozione in Damallsvenskan per la stagione 2012 che si conclude però con una nuova retrocessione.
Nel gennaio 2013 l'Umeå IK annuncia di aver formalizzato un accordo con l'atleta per la stagione entrante. Con la società della sua città natale rimane due stagioni consecutive, entrambe di buon livello, concluse al quinto posto in Damallsvenskan 2013 e al sesto in Damallsvenskan 2014, e raggiungendo le semifinali di Coppa di Svezia sia nella stagione 2013-2014 che in quella successiva.
Scaduti i termini contrattuali nel 2015 si trasferisce al KIF Örebro dove fa in tempo a giocare solo una partita di Coppa, il 28 marzo, vittoria per 2-0 sul Kvarnsvedens IK, in quanto un grave infortunio al ginocchio rimediato nella partita di nazionale dell'8 aprile 2015 le precludono la possibilità di giocare in campionato e di essere scelta dal tecnico Pia Sundhage per il campionato mondiale di Canada 2015.
Benché il KIF Örebro le avesse offerto un proseguimento del contratto, nel gennaio 2016 Folkesson decide di non rinnovarlo e di fare ritorno all'Umeå IK mentre prosegue la riabilitazione, riuscendo a scendere in campo solo a campionato inoltrato, il 27 agosto, nella partita persa 2-1 con il Kvarnsveden. la stagione è tuttavia compromessa anche per la squadra che non riesce ad uscire dalla parte bassa della classifica concludendo all'undicesimo posto in Damallsvenskan 2016 con conseguente retrocessione in Elitettan.
Durante il calciomercato invernale formalizza il suo trasferimento al Rosengård e che grazie al secondo in Damallsvenskan 2016 le offre la possibilità di debuttare in UEFA Women's Champions League dai quarti di finale dell'edizione 2016-2017. In realtà il tecnico Jack Majgaard la inserisce in rosa solo nella partita di andata con il Barcellona del 22 marzo 2017 senza impiegarla non convocandola in quella di ritorno in casa delle spagnole le quali, eliminando le svedesi, rimandando di una stagione l'eventuale impiego di Folkesson in Champions.

### Nazionale
Folkesson inizia ad essere convocata dalla federazione calcistica della Svezia (Svenska Fotbollförbundet - SvFF) nel 2004, chiamata a rappresentare il proprio paese nelle nazionali giovanili, inizialmente con la Under-16 dove debutta il 6 ottobre 2004, nella partita persa con le pari età della Germania 3-0, e giocando in quella sola occasione.
Due anni più tardi approda alla formazione Under-19, impiegata per la prima volta in amichevole, il 31 maggio 2006, nella partita persa con le avversarie dell'Inghilterra, per poi essere inserita in rosa nella squadra che affronta la fase a gironi del campionato europeo di categoria di Svizzera 2006, debutto il 13 luglio nel primo incontro disputato dalla sua nazionale nel torneo, pareggiato 0-0 con il Belgio. In seguito viene convocata più volte per le qualificazioni all'Europeo di Islanda 2007, dove la Svezia non riesce ad accedere; tra formazioni U-18 e U-19 gioca 11 incontri per passare alla Under-21 (2007-2008) e Under-23 (2009-2011).

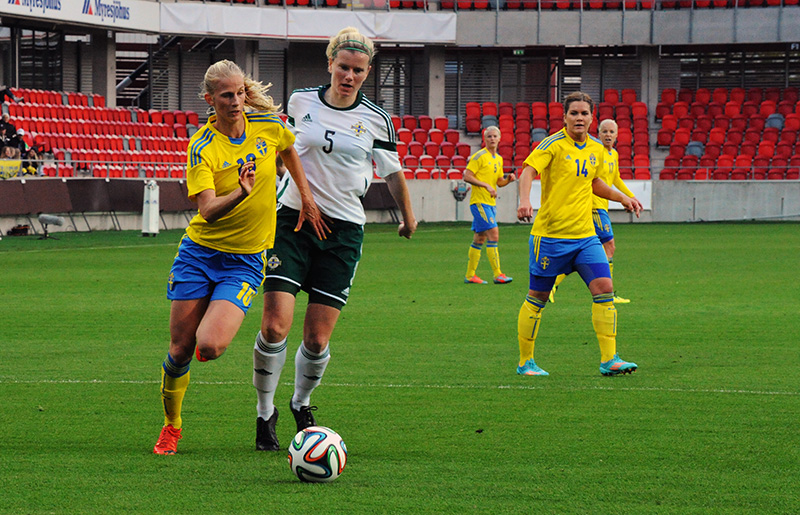
Folkesson in contrasto con Julie Nelson, nell'incontro dell'8 maggio 2014, vinto 3-0 sull', nelle qualificazioni al Mondiale di Canada 2015.

Il ct Pia Sundhage la convoca con la nazionale maggiore in occasione dell'edizione 2013 dell'Algarve Cup, torneo annuale a invito che si svolge in Portogallo, dove gioca le tre partite del gruppo B, debutto il 6 marzo, 1-1 con la Cina, rimanendo in panchina per la finale per il terzo posto, persa dalle compagne con la Norvegia ai tiri di rigore dopo che i tempi regolamentari si erano chiusi sul 2-2. In seguito viene impiegata con regolarità, durante le qualificazioni, nel gruppo 4 della zona UEFA, al Mondiale di Canada 2015, almeno fino al grave infortunio al ginocchio rimediato l'8 aprile 2015 in Svezia Danimarca 3-3 che le preclude l'utilizzo alla fase finale, e a tutte le seguenti edizioni di Algarve Cup giocate dalla Svezia (2016 non invitata), bissando il quarto posto anche nelle edizioni 2014 e 2015.

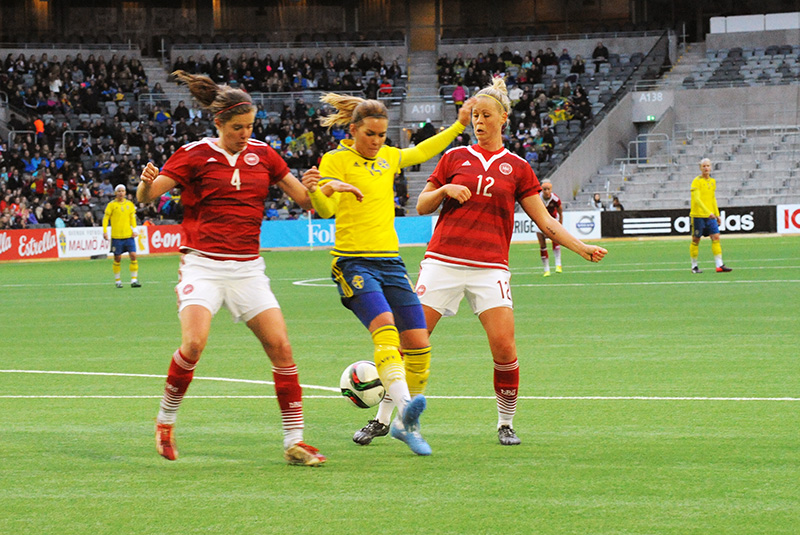
Folkesson, tra Sofie Junge Pedersen e Julie Tavlo-Petersson, nell'amichevole dell'8 aprile 2015 pareggiata 3-3 con la.

Sundhage decide di inserirla nella rosa definitiva della squadra iscritta all'Europeo dei Paesi Bassi 2017 annunciata il 20 giugno 2017. Durante il torneo scende in campo in due dei quattro incontri disputati dalla sua nazionale, entrambi della fase a gironi, nel primo del gruppo B, vittoria per 2-0 sulla Russia, e nell'ultimo, da titolare, sconfitta per 3-2 con l'Italia, condividendo poi con le compagne le sorti della sua nazionale fermata ai quarti di finale, dove le padrone di casa dei Paesi Bassi, poi vincitrici della manifestazione, la elimina superandole per 2-0.
Al termine dell'Europeo Sundhage lascia l'incarico che viene rilevato da Peter Gerhardsson. Con il nuovo tecnico alla guida della nazionale le convocazioni per Andersson continuano ad essere frequenti. Dal 2018, oltre ad una serie di amichevoli, Gerhardsson la chiama in occasione dell'Algarve Cup 2018, dove gioca tutti i tre incontri della Svezia della fase a gironi e festeggiando con le compagne la conquista del loro quarto trofeo portoghese, condiviso con i Paesi Bassi per non aver disputato la finale causa maltempo, e per le qualificazioni al Mondiale di Francia 2019, impiegandola in sette incontri del gruppo 4, dove segna anche la sua prima rete con la maglia della nazionale, quella che fissa il risultato sulla vittoria per 4-0 sulla Croazia, con la Svezia che chiude il suo girone al primo posto e ottiene così direttamente l'accesso al suo ottavo Mondiale.
Convocata da Gerhardsson per l'Algarve Cup 2019, gioca, partendo dalla panchina, tutti i tre incontri del torneo, contendendo al Canada il terzo posto nella finalina vinta dalle avversarie ai rigori, e dopo il torneo viene convocata in un altro paio di amichevoli, giocando l'ultima sua partita in nazionale il 9 aprile 2019 nella vittoria per 2-0 con l'Austria, rilevata al 61' da Julia Zigiotti Olme.

## Palmarès

### Club
- Campionato svedese: 1

Hammarby: 2023
- Coppa di Svezia: 1

Rosengård: 2017-2018

### Nazionale
- Algarve Cup: 1

2018 (condiviso con i Paesi Bassi)